# Майнцько-Пфальцький пфеніговий союз
Майнцько-Пфальцький пфеніговий союз (нім. Mainz-Pfälzer Pfennigverein) — монетний союз, створений в 1424 році для впорядкування випуску монет на Середньому Рейні, введення єдиної монетної системи та одноманітного оформлення гульденів і пфенігів.
У союз увійшли Майнцьке архієпископство, Пфальцграфство Рейнське, Шпаєрське єпископство, Графство Вертхайм і дві побічні лінії Пфальцької династії — пфальцграфство і герцогство Зіммерн, пфальцграфство Мосбах. Майнцьке і Пфальцьке курфюрства входили одночасно і в Рейнський монетний союз.
Торговельною монетою спілки був золотий рейнський гульден. На зворотному боці монет поміщалися легенда, Іоанн Хреститель, а також Христос, що сидить з книгою або гербом. На лицьовій стороні — легенда, герб монетного сеньйора та герби інших членів спілки, після 1424 — герб і предмети озброєння.
Звичайною монетою для обігу був альбус вагою 2,24 г. 1 гульден дорівнював 20 пфенігам. З однієї кельнської марки срібла карбували 96 пфенігів 121⁄2 -лотової проби. На лицьовій стороні містилися: легенда, дароносиця, апостол Петро або інший святий, а також єпископ.